# Newlands (Northumberland)
Newlands – osada w Anglii, w hrabstwie Northumberland, w civil parish Shotley Low Quarter. Leży 8 km od miasta Prudhoe. W 1951 roku civil parish liczyła 71 mieszkańców.